# Тартар сос
Тартар сос (фр. sauce tartare) је сос француског порекла, чији су главни састојци мајонез и ситно исецкан капар. Осим тога, у тартар сос се често додају и кисели краставци, лимунов сок као и биље попут мирођије и першуна.
Најчешће се користи као додатак морским плодовима као што су: шкољке, острига, рибљи ћевапи, рибљи сендвичи итд. Неретко се користи и као прилог бифтеку, који се у комбинацији са сосом назива тартарски бифтек.

## Етимологија
Постоје две варијанте порекла имена тартар соса. Прва је да га је добио због свог опорног укуса (tart). По другој варијанти тартар сос је назив добио по Златној хорди која је опседала Европу у 13. веку и чији је народ био познат под именом Татари.
Неки га повезују и са Тартаром који је у грчкој митологији означавао пакао.

## Састав
Најважнији састојак тартар соса је мајонез или ајоли. По британском рецепту у мајонез се типично додају: капар, кисели краставци, лимунов сок и мирођија. Према америчком рецепту, у све наведено додају се маслине, а понекад и сенф и лук.